# Courchaton
Courchaton ist eine ehemalige französische Gemeinde mit 445 Einwohnern (Stand: 1. Januar 2022) im Département Haute-Saône in der Region Bourgogne-Franche-Comté. Sie gehörte zum Arrondissement Lure. Die Bewohner werden Courchatonnais und Courchatonnaises genannt.
Der Erlass des Präfekten vom 9. Dezember 2024 legte mit Wirkung zum 1. Januar 2025 die Eingliederung von Courchaton als Commune déléguée zusammen mit den früheren Gemeinden Georfans und Vellechevreux-et-Courbenans zur Commune nouvelle Belles-Fontaines fest.

## Geografie

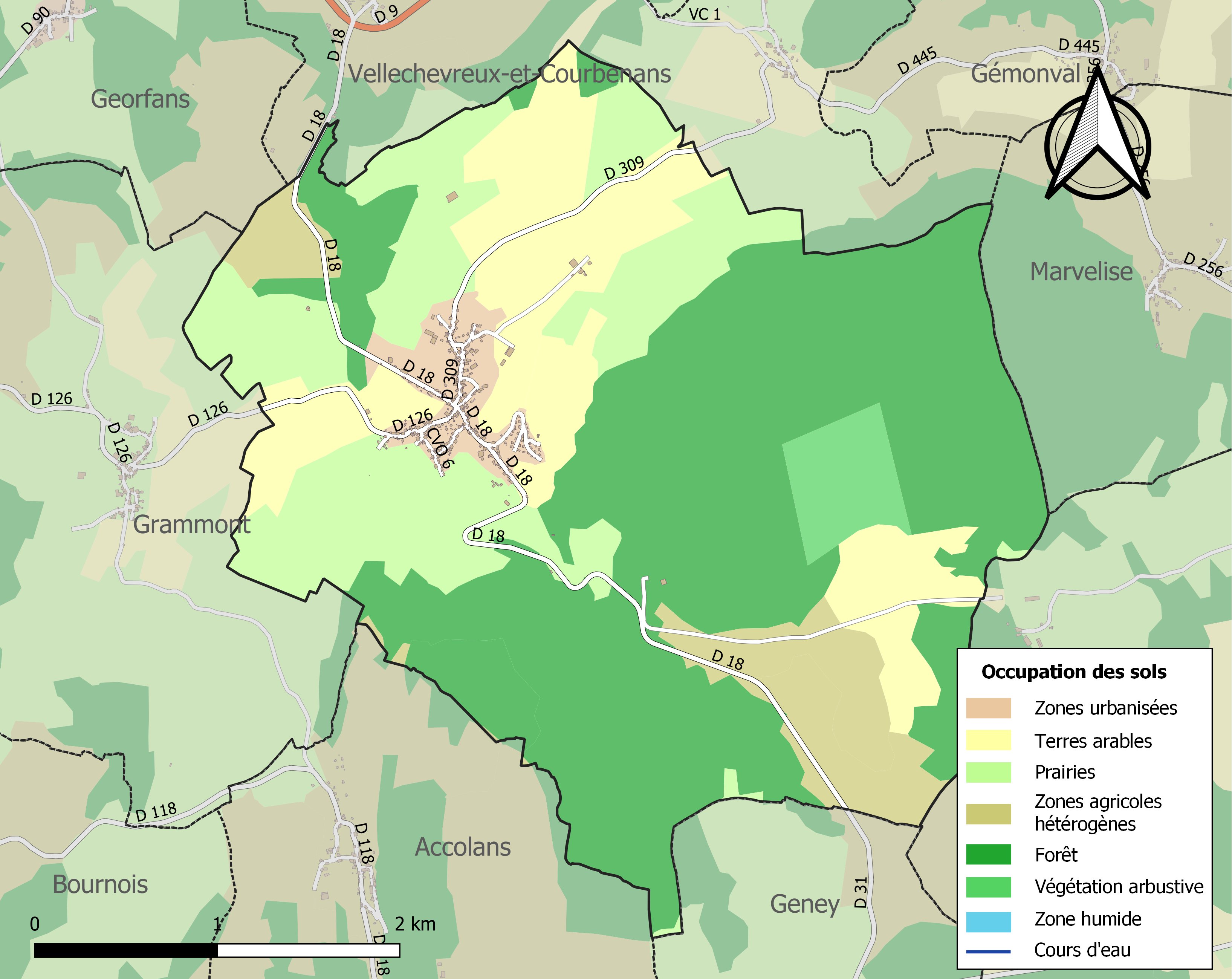
Bodennutzung und Infrastruktur von Courchaton (2018)

Courchaton liegt etwa 31 Kilometer ostsüdöstlich von Vesoul, etwa 19 Kilometer südsüdöstlich von Lure, etwa 28 Kilometer westsüdwestlich von Belfort und etwa 19 Kilometer westlich von Montbéliard. Der Ort liegt an der Grenze zum benachbarten Département Doubs in der historischen Provinz der Franche-Comté.
Das Dorf erstreckt sich in einer Talmulde am nordwestlichen Rand der Hügellandschaft, die sich zwischen den Flusstälern von Ognon und Doubs ausdehnt, bis zum Fuß eines Vorgebirges des weiter südlich gelegenen Juras.
Aus geologischer Sicht erstreckt sich das Ortsgebiet über das Steinkohlebecken der Haute-Saône aus dem Keuper und über die Ölschieferlagerstätte Haute-Saône aus dem Toarcium.
Das Ortsgebiet umfasst einen Abschnitt der Hügellandschaft südöstlich des Ognontals. Der nördliche Teil des Gebietes wird von der Mulde von Courchaton eingenommen, die von einem Quellbach des Ruisseau de la Prairie nach Nordwesten über den Scey zum Ognon entwässert wird. Die Talmulden und die relativ sanft geneigten Hänge werden überwiegend landwirtschaftlich genutzt. Im Südosten leitet eine 150 bis 200 m hohe Geländestufe zum bewaldeten Höhenrücken des Waldgebiets Bois de la Pérouse (525 m) und zur Höhe von Accolans über, auf der mit 532 m die höchste Erhebung von Courchaton erreicht wird. Während der nördliche Ortsteil hauptsächlich aus sandig-mergeligen Schichten der Lias aufgebaut ist, bestehen diese Höhen aus einer widerstandsfähigen Kalkschicht der mittleren Jurazeit. Weiter nach Süden dehnt sich eine Kalkhochfläche aus, die durchschnittlich auf 400 m liegt. Es gibt hier keine oberirdischen Fließgewässer, weil das Niederschlagswasser im verkarsteten Untergrund versickert.
Das Zentrum liegt auf etwa 327 m Höhe. Die tiefste Stelle mit 303 m wird im Norden beim Austritt des Ruisseau de Suchot aus dem Ortsgebiet gemessen.
Rund 48 % der Fläche von Courchaton sind bewaldet, insbesondere durch Anteile an den Waldgebieten Bois de la Pérouse und Bois de la Combe Béney im Osten und Südwesten des Ortsgebiets, rund 45 % werden landwirtschaftlich genutzt, rund 4 % entfallen auf bebaute Flächen, rund 3 % auf Gebiete mit Strauch- und/oder Kräutervegetation (Stand: 2018).
Umgeben wird Courchaton von den Communes déléguées Georfans im Nordwesten und Vellechevreux-et-Courbenans im Norden sowie von den Nachbargemeinden Marvelise (Doubs) im Osten, Onans (Doubs) im Südosten, Geney (Doubs) und Accolans (Doubs) im Süden sowie Grammont im Westen.

## Geschichte
Das Ortsgebiet von Courchaton war schon sehr früh bewohnt, worauf die Überreste eines jungsteinzeitlichen Siedlungsplatzes auf der Flur La Motte du Châtelot hinweisen. Erstmals urkundlich erwähnt wird das Dorf im Jahr 1149. Im Mittelalter bildete Courchaton ein Lehen, das unter der Oberhoheit der Grafen von Montbéliard stand. Zusammen mit der restlichen Franche-Comté gelangte das Dorf mit dem Frieden von Nimwegen 1678 definitiv an Frankreich.

## Bevölkerungsentwicklung
| Jahr                       | 1962 | 1968 | 1975 | 1982 | 1990 | 1999 | 2006 | 2013 | 2020 |
| -------------------------- | ---- | ---- | ---- | ---- | ---- | ---- | ---- | ---- | ---- |
| Einwohner                  | 439  | 503  | 485  | 578  | 504  | 430  | 446  | 455  | 442  |
| Quellen: Cassini und INSEE |      |      |      |      |      |      |      |      |      |

Courchaton gehörte zu den kleinen Gemeinden des Départements Haute-Saône. Nachdem die Einwohnerzahl in der ersten Hälfte des 20. Jahrhunderts deutlich abgenommen hatte (1886 wurden noch 747 Personen gezählt), gab es seit den 1960er Jahren verschiedene Schwankungen zu verzeichnen.

## Sehenswürdigkeiten
Die Dorfkirche Sainte-Madeleine, die ursprünglich auf einen gotischen Bau zurückgeht, wurde im 19. Jahrhundert weitgehend neu errichtet. Dabei blieb der Vorraum der ehemaligen Kirche aus dem 16. Jahrhundert erhalten. Zur Innenausstattung gehören eine Kanzel aus dem 17. Jahrhundert sowie die vergoldeten Holzstatuen der Heiligen Jungfrau und des Joseph (beide aus dem 18. Jahrhundert). Ruinen von zwei mittelalterlichen Herrschaftssitzen sind ebenfalls erhalten, darunter des Château d'Aney.

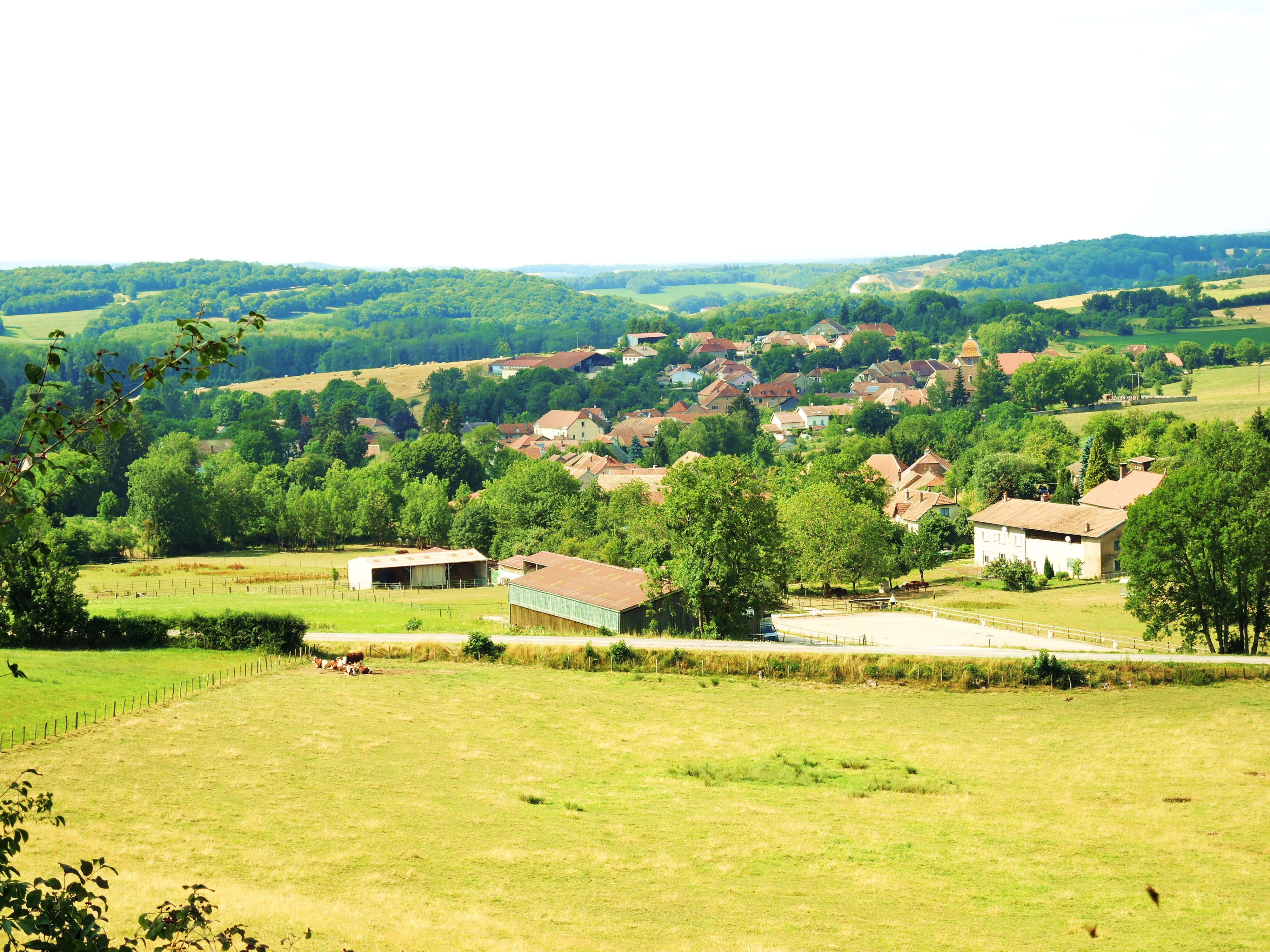
Kirche Sainte-Madeleine
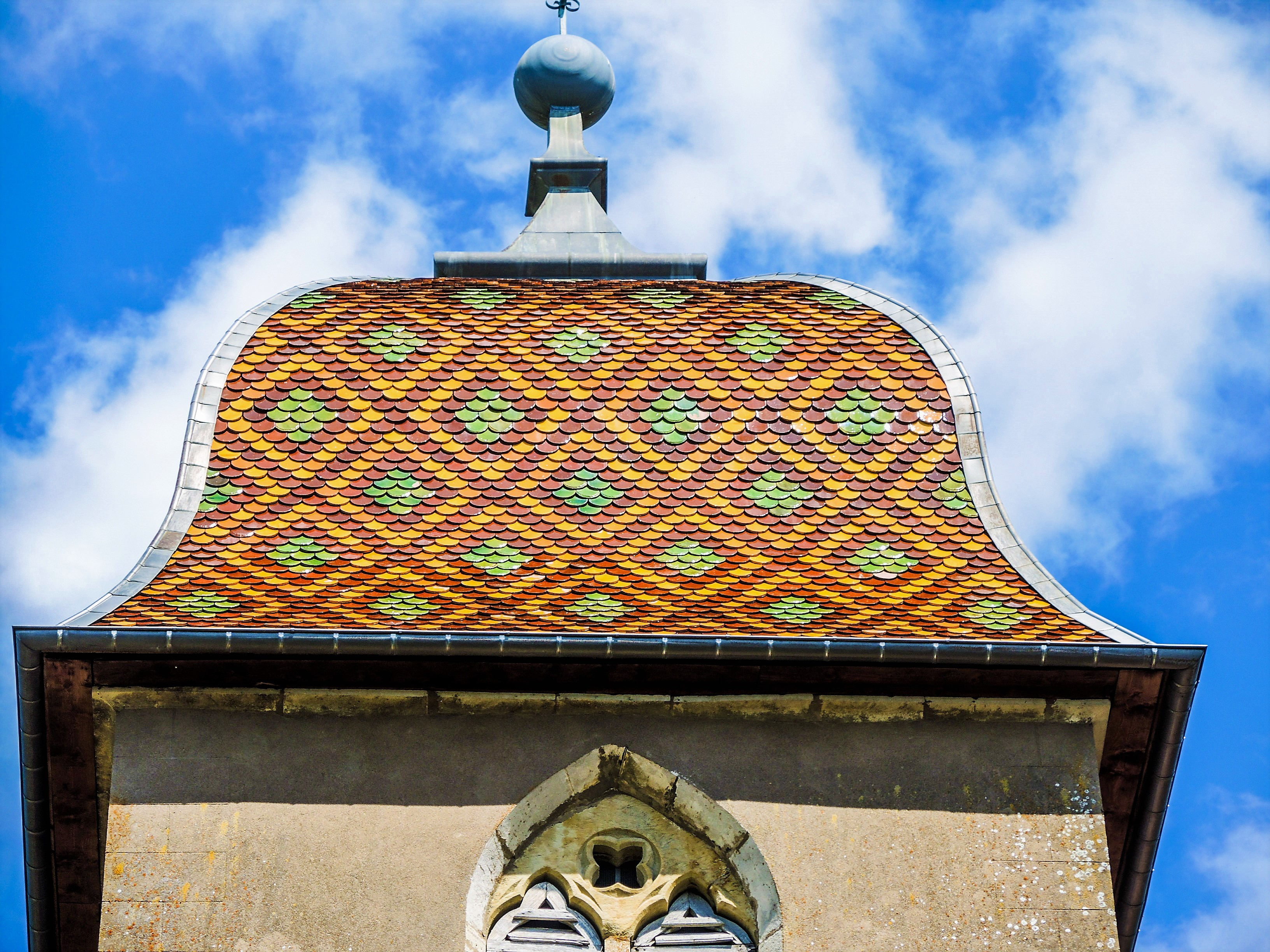
Dach des Kirchturms
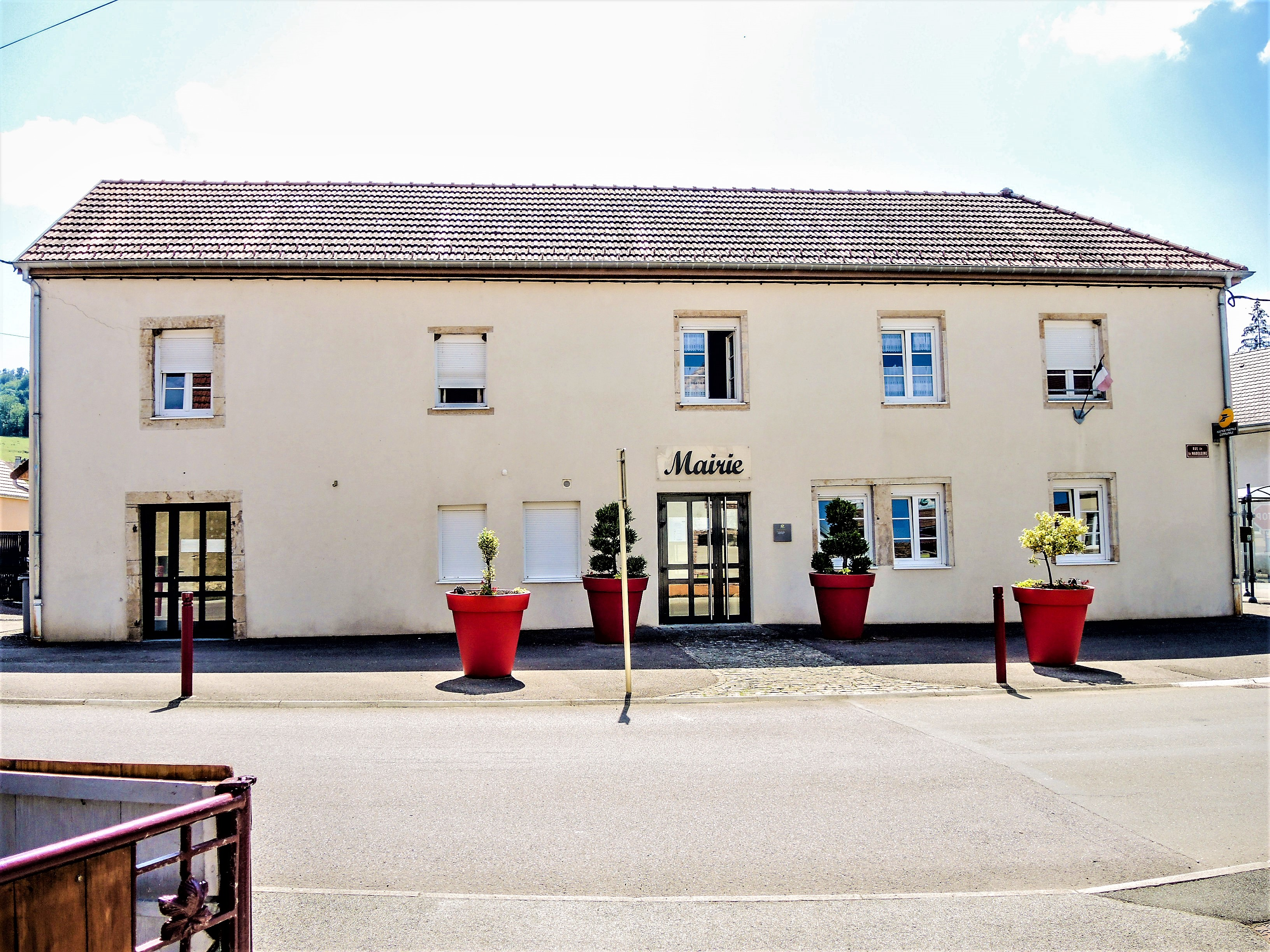
Bürgermeisteramt (Mairie) der Commune nouvelle Belles-Fontaines
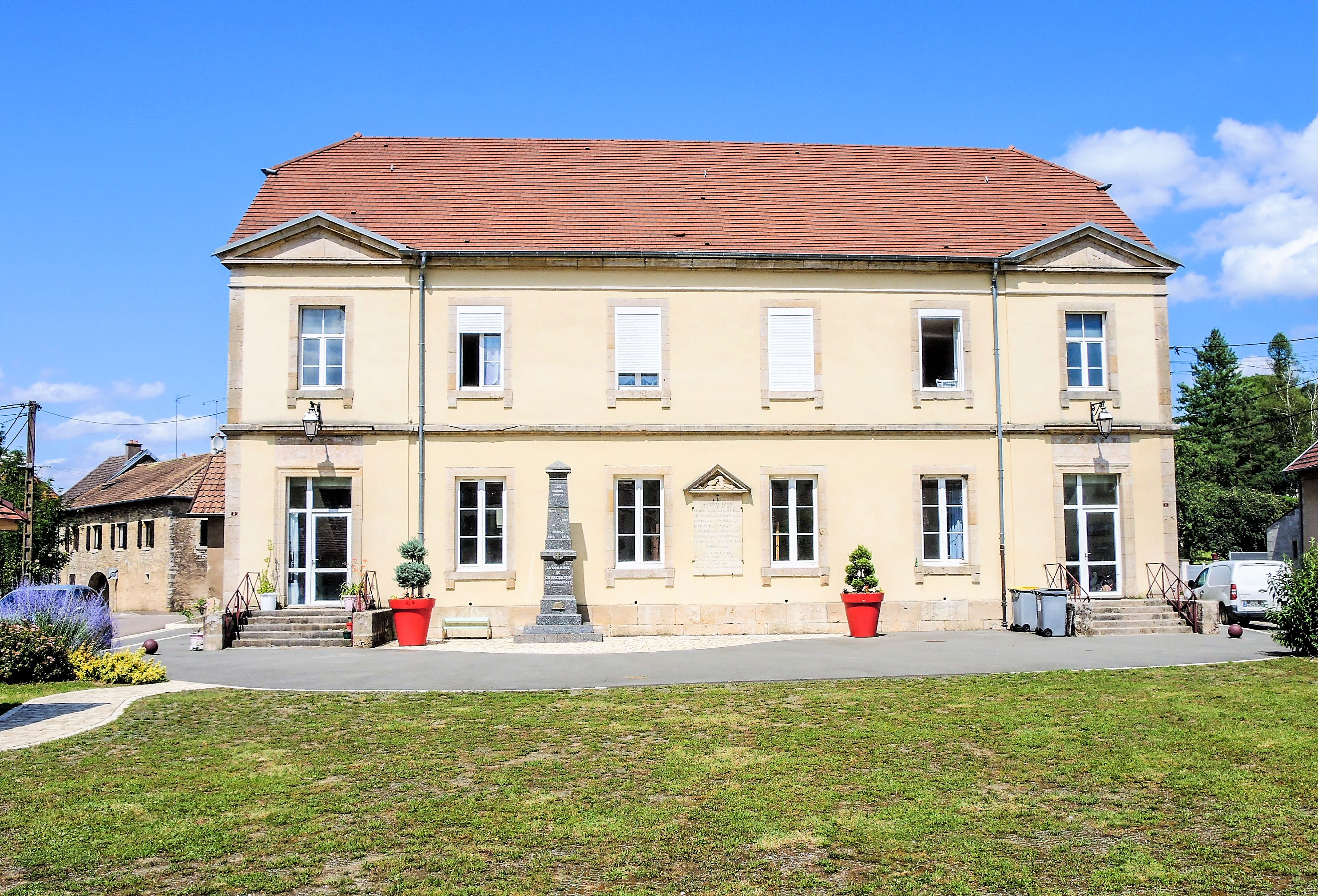
Ehemaliges Schul- und Bürgermeisteramtsgebäude
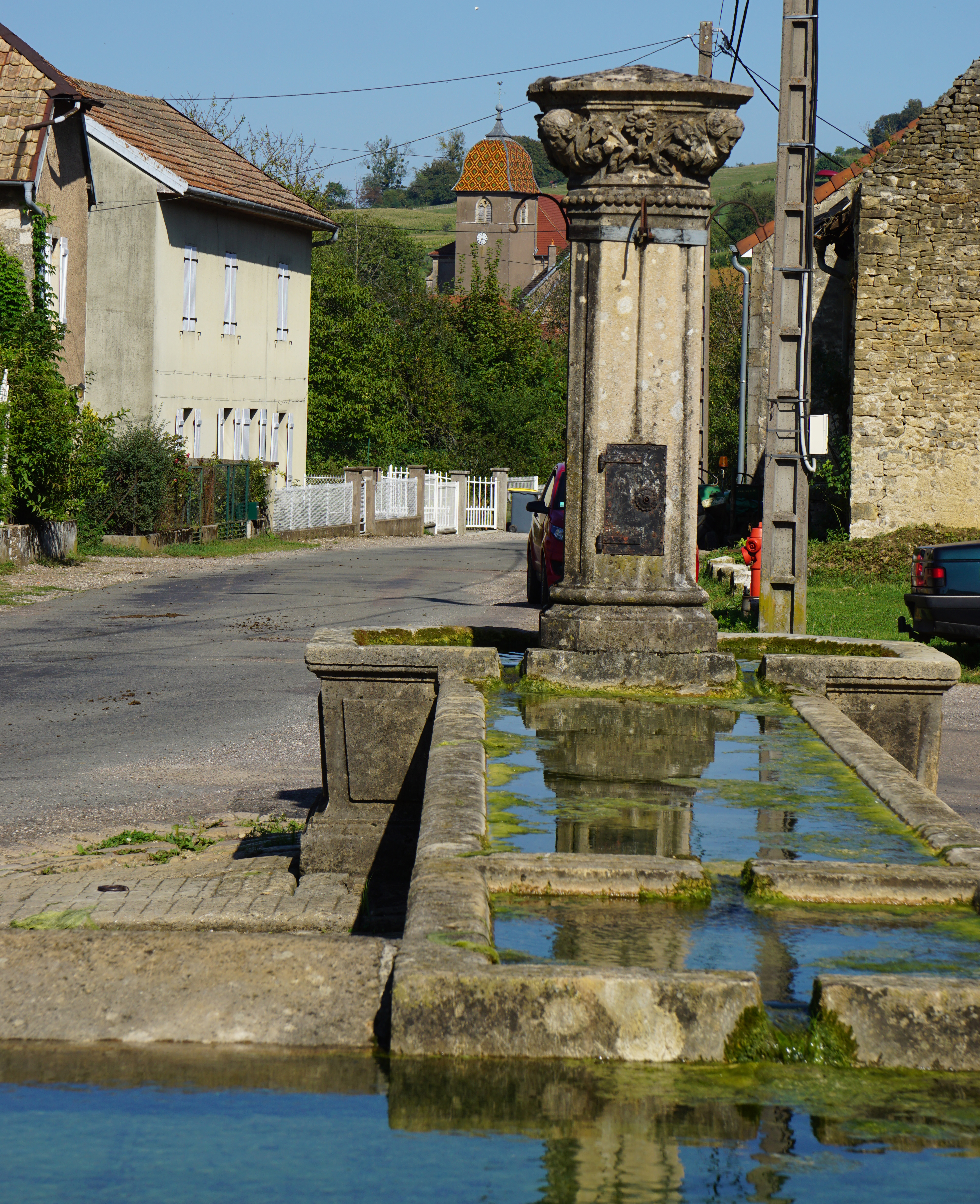
Brunnen, ehemaliger Waschplatz und Viehtränke
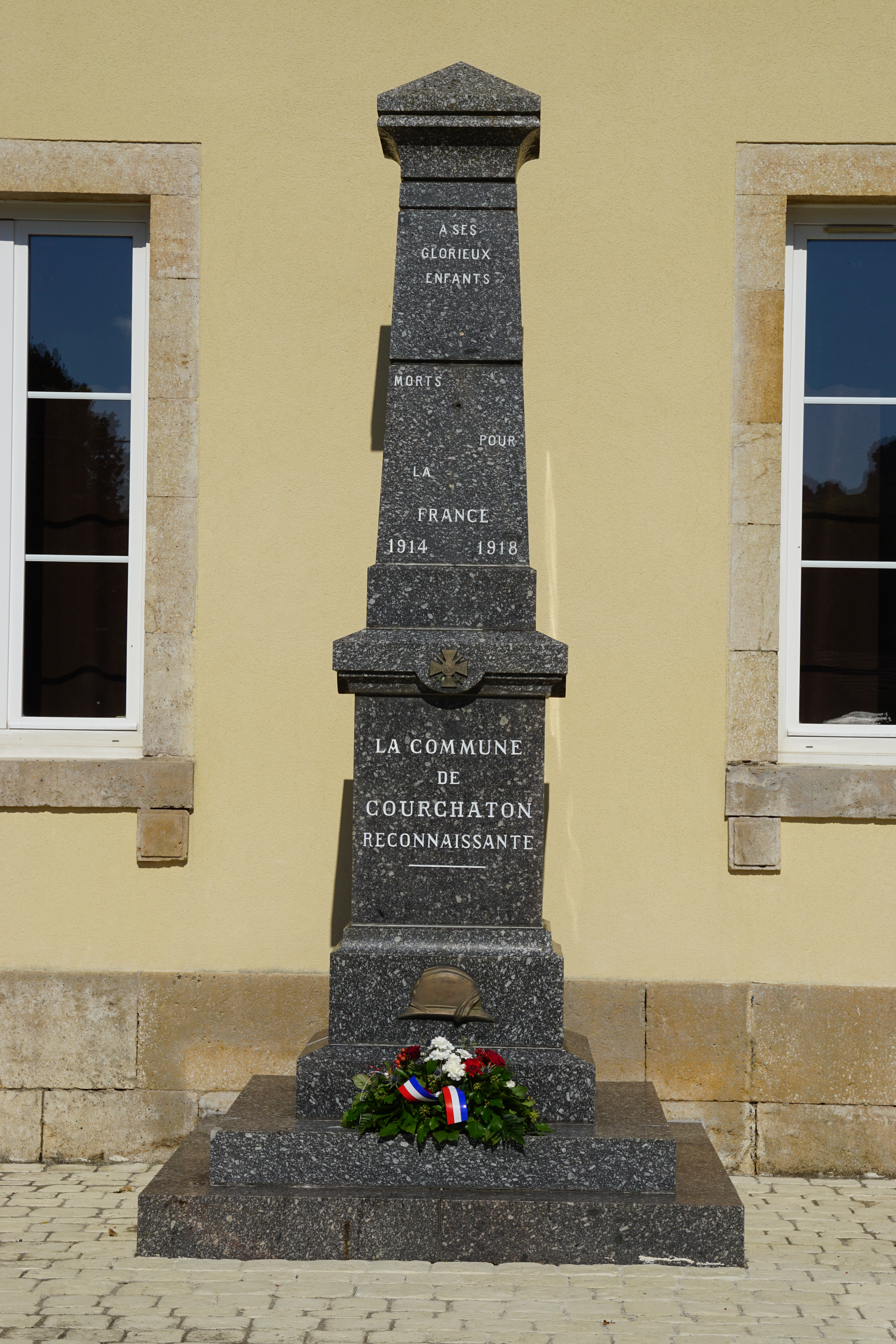
Gefallenendenkmal